# Mateus III Csák
Máté (III) Csák (1260-65 - 18 de março de 1321) (Húngaro: Csák (III) Máté, Eslovaco: Matúš Čák III), também conhecido como Máté Csák de Trencsén (Húngaro: trencséni Csák (III) Máté, Eslovaco: Matúš Čák III Trenčiansky) ou Mateus Csak foi um oligarca húngaro no Reino da Hungria que governou de facto e independentemente os condados do noroeste do reino (grosso modo, a parte ocidental da atual Eslováquia e partes do norte da Hungria). Ele teve os estatutos de mestre do cavalo (főlovászmester) (1293–1296), Palatino (nádor) (1296–1297, 1301–1310) e Mestre do Tesouro (tárnokmester) (1310). Ele manteve o controle sobre seus territórios mesmo após sua derrota na Batalha de Rozgony contra o rei Carlos I da Hungria. No século XIX, ele foi recorrentemente descrito como um símbolo da luta pela independência tanto na literatura húngara quanto na literatura eslovaca.